# Wahlen zum Senat der Vereinigten Staaten 1884 und 1885
Die Wahlen zum Senat der Vereinigten Staaten 1884 und 1885 zum 49. Kongress der Vereinigten Staaten fanden zu verschiedenen Zeitpunkten statt. Die Wahlen fanden parallel zur Präsidentschaftswahl 1884 statt, in der Grover Cleveland zum ersten Mal gewählt wurde. Vor der Verabschiedung des 17. Zusatzartikels wurden die Senatoren nicht direkt gewählt, sondern von den Parlamenten der Bundesstaaten bestimmt.
Zur Wahl standen 25 Senatssitze der Klasse III, deren Inhaber 1878 und 1879 für eine Amtszeit von sechs Jahren gewählt worden oder später nachgerückt waren. Zusätzlich fand eine Nachwahl für einen Sitz der Klasse II statt.
Von den 25 regulär zur Wahl stehenden Sitzen waren 14 von Demokraten und elf von Republikanern besetzt. 13 Amtsinhaber wurden wiedergewählt (7 D, 6 R), fünf weitere Sitze konnten die Demokraten halten, drei die Republikaner. Die Republikaner gewannen einen Sitz der Demokraten. Die Demokraten verloren einen Sitz und die Republikaner zeitweise zwei Sitze, weil die Parlamente in Oregon, Illinois und New Hampshire verspätet wählten. Alle drei Sitze gingen in Nachwahlen an die Republikaner. Damit vergrößerte sich die Mehrheit der Republikaner, die am Ende des 48. Kongresses bei 38 gegen 36 Demokraten und zwei Readjuster gelegen hatte, auf 40 Republikaner gegen 34 Demokraten und zwei Readjuster.
Zu Veränderungen nach der Wahl siehe auch Liste der Mitglieder des Senats im 49. Kongress der Vereinigten Staaten.

## Ergebnisse

### Wahlen während des 48. Kongresses
Die Gewinner dieser Wahlen wurden vor dem 4. März 1885 in den Senat aufgenommen, also während des 48. Kongresses.
| Staat        | Amtierender Senator           | Partei       | Nachwahl  | Datum         | Ergebnis                   | Neuer Senator  |
| ------------ | ----------------------------- | ------------ | --------- | ------------- | -------------------------- | -------------- |
| Rhode Island | William P. Sheffield, ernannt | Republikaner | Klasse II | 20. Jan. 1885 | von Republikanern gehalten | Jonathan Chace |

- ernannt: Senator wurde vom Gouverneur als Ersatz für einen ausgeschiedenen Senator ernannt, Nachwahl nötig.

### Wahlen zum 49. Kongress
Die Gewinner dieser Wahlen wurden am 4. März 1885 in den Senat aufgenommen, also bei Zusammentritt des 49. Kongresses. Alle Sitze dieser Senatoren gehören zur Klasse III.
| Staat          | Amtierender Senator  | Partei       | Datum          | Ergebnis                   | Neuer Senator       |
| -------------- | -------------------- | ------------ | -------------- | -------------------------- | ------------------- |
| Alabama        | James L. Pugh        | Demokrat     | Aug. 1884      | wiedergewählt              | James L. Pugh       |
| Arkansas       | James D. Walker      | Demokrat     | 1885           | von Demokraten gehalten    | James K. Jones      |
| Colorado       | Nathaniel P. Hill    | Republikaner | 1885           | von Republikanern gehalten | Henry M. Teller     |
| Connecticut    | Orville H. Platt     | Republikaner | 1885           | wiedergewählt              | Orville H. Platt    |
| Florida        | Wilkinson Call       | Demokrat     | 20. Jan. 1885  | wiedergewählt              | Wilkinson Call      |
| Georgia        | Joseph E. Brown      | Demokrat     | 1885           | wiedergewählt              | Joseph E. Brown     |
| Illinois       | John A. Logan        | Republikaner | keine Wahl     | Verlust Republikaner       | vakant              |
| Indiana        | Daniel W. Voorhees   | Demokrat     | 1885           | wiedergewählt              | Daniel W. Voorhees  |
| Iowa           | William B. Allison   | Republikaner | 23. Jan. 1884  | wiedergewählt              | William B. Allison  |
| Kalifornien    | James T. Farley      | Demokrat     | 1885           | Zugewinn Republikaner      | Leland Stanford     |
| Kansas         | John J. Ingalls      | Republikaner | 1885           | wiedergewählt              | John J. Ingalls     |
| Kentucky       | John Stuart Williams | Demokrat     | 1884           | von Demokraten gehalten    | Joseph Blackburn    |
| Louisiana      | Benjamin F. Jonas    | Demokrat     | 1884 oder 1885 | von Demokraten gehalten    | James B. Eustis     |
| Maryland       | James Black Groome   | Demokrat     | 1884           | von Demokraten gehalten    | Ephraim King Wilson |
| Missouri       | George G. Vest       | Demokrat     | 1885           | wiedergewählt              | George G. Vest      |
| Nevada         | John P. Jones        | Republikaner | 1885           | wiedergewählt              | John P. Jones       |
| New Hampshire  | Henry W. Blair       | Republikaner | keine Wahl     | Verlust Republikaner       | vakant              |
| New York       | Elbridge G. Lapham   | Republikaner | 20. Jan. 1885  | von Republikanern gehalten | William M. Evarts   |
| North Carolina | Zebulon B. Vance     | Demokrat     | 1884           | wiedergewählt              | Zebulon B. Vance    |
| Ohio           | George H. Pendleton  | Demokrat     | 15. Jan. 1884  | von Demokraten gehalten    | Henry B. Payne      |
| Oregon         | James H. Slater      | Demokrat     | keine Wahl     | Verlust Demokraten         | vakant              |
| Pennsylvania   | J. Donald Cameron    | Republikaner | 20. Jan. 1885  | wiedergewählt              | J. Donald Cameron   |
| South Carolina | Wade Hampton         | Demokrat     | 1884           | wiedergewählt              | Wade Hampton        |
| Vermont        | Justin S. Morrill    | Republikaner | 1884           | wiedergewählt              | Justin S. Morrill   |
| Wisconsin      | Angus Cameron        | Republikaner | 27. Jan. 1885  | von Republikanern gehalten | John C. Spooner     |

- wiedergewählt: ein gewählter Amtsinhaber wurde wiedergewählt.

### Wahlen während des 49. Kongresses
Die Gewinner dieser Wahlen wurden nach dem 4. März 1885 in den Senat aufgenommen, also während des 49. Kongresses.
| Staat         | Amtierender Senator     | Partei       | Nachwahl   | Datum         | Ergebnis                | Neuer Senator    |
| ------------- | ----------------------- | ------------ | ---------- | ------------- | ----------------------- | ---------------- |
| Arkansas      | Augustus H. Garland     | Demokrat     | Klasse II  | 20. März 1885 | von Demokraten gehalten | James H. Berry   |
| Delaware      | Thomas F. Bayard        | Demokrat     | Klasse I   | 18. März 1885 | von Demokraten gehalten | George Gray      |
| Illinois      | vakant                  | vakant       | Klasse III | 19. Mai 1885  | Zugewinn Republikaner   | John A. Logan    |
| New Hampshire | Henry W. Blair, ernannt | Republikaner | Klasse III | 17. Juni 1885 | bestätigt               | Henry W. Blair   |
| Oregon        | vakant                  | vakant       | Klasse III | 18. Nov. 1885 | Zugewinn Republikaner   | John H. Mitchell |

- ernannt: Senator wurde vom Gouverneur als Ersatz für einen ausgeschiedenen Senator ernannt, Nachwahl nötig.
- bestätigt: ein als Ersatz für einen ausgeschiedenen Senator ernannter Amtsinhaber wurde bestätigt.

## Einzelstaaten
In allen Staaten wurden die Senatoren durch die Parlamente gewählt, wie durch die Verfassung der Vereinigten Staaten vor der Verabschiedung des 17. Zusatzartikels vorgesehen. Das Wahlverfahren bestimmten die Staaten selbst, war daher von Staat zu Staat unterschiedlich. Teilweise ergibt sich aus den Quellen nur, wer gewählt wurde, aber nicht wie.
Das Third Party System der Parteien in den Vereinigten Staaten bestand aus der Demokratischen Partei, die hauptsächlich in den Südstaaten stark war, sowie der gemäßigt abolitionistischen, im Norden verankerten Republikanischen Partei. In Virginia war einige Jahre lang die Readjuster Party dominierend.